# Cinéma au Soudan : Conversations avec Gadalla Gubara
Pour plus de détails, voir Fiche technique et Distribution.
Cinéma au Soudan : Conversations avec Gadalla Gubara est un documentaire français réalisé en 2008.

## Synopsis
Ce documentaire brosse le portrait d’un grand cinéaste soudanais, Gadalla Gubara (1920-2008), l’un des pionniers du cinéma africain. À travers son œuvre, Gadalla nous révèle un Soudan à la fois mystérieux et incompris. En dépit de la censure et du manque de soutien financier durant soixante ans, il a produit un cinéma indépendant et unique dans un pays où la liberté d’expression est un luxe rare. Le film retrace la lutte d’un homme qui a reçu en 2006, en reconnaissance de sa carrière, le prix d’Excellence de l’Académie africaine au Nigeria.

## Fiche technique
- Réalisation : Frédérique Cifuentes
- Production : Frédérique Cifuentes
- Scénario : Frédérique Cifuentes
- Image : Frédérique Cifuentes
- Son : Sidi Moctar
- Musique : Tim Puckett, Waleed Waselny Norak, Sherhabeel Ahmed
- Montage : Peter Lewis